# The ROMEO
The ROMEO（ザ・ロメオ）は日本のロックバンドである。Psycho le CémuのボーカルDAISHIが、Psycho le Cému無期限活動停止中の2006年に行ったソロライブツアー時のサポートメンバーと、新たにバンドとして結成したもの。2011年12月30日の渋谷CHELSEA HOTEL公演をもって解散。

## メンバー
- KAJINAGA DAISHI（2月5日 - ）ボーカル
- SUGA DAISUKE（10月11日 - ）ギター
- KATO HIROKI（9月11日 - ）ベース
- OKAMOTO TADAFUMI（10月3日 - ）ドラム
- MAEKAWA SHINGO（7月14日 - ）ドラム（2010年2月脱退）

DAISHI・HIROKI・DAISUKEはタトゥーを彫っている。

## ディスコグラフィー

### シングル
1. JOKER　（2008年3月19日）
  1. JOKER
  2. 少女とガソリン
  3. ロデオ・スワッピング・ブギー
  4. BLACK BUTTERFLY

### アルバム
1. JULIETA（2007年8月8日）
  1. The End
  2. しらけた月夜に口づけ
  3. Darlin' nostalgia
  4. Desire
  5. Billy
  6. クラウディア
  7. Never Junky's Hi
  8. The white devil candie
  9. バンビ
  10. Angela